# Buchnera

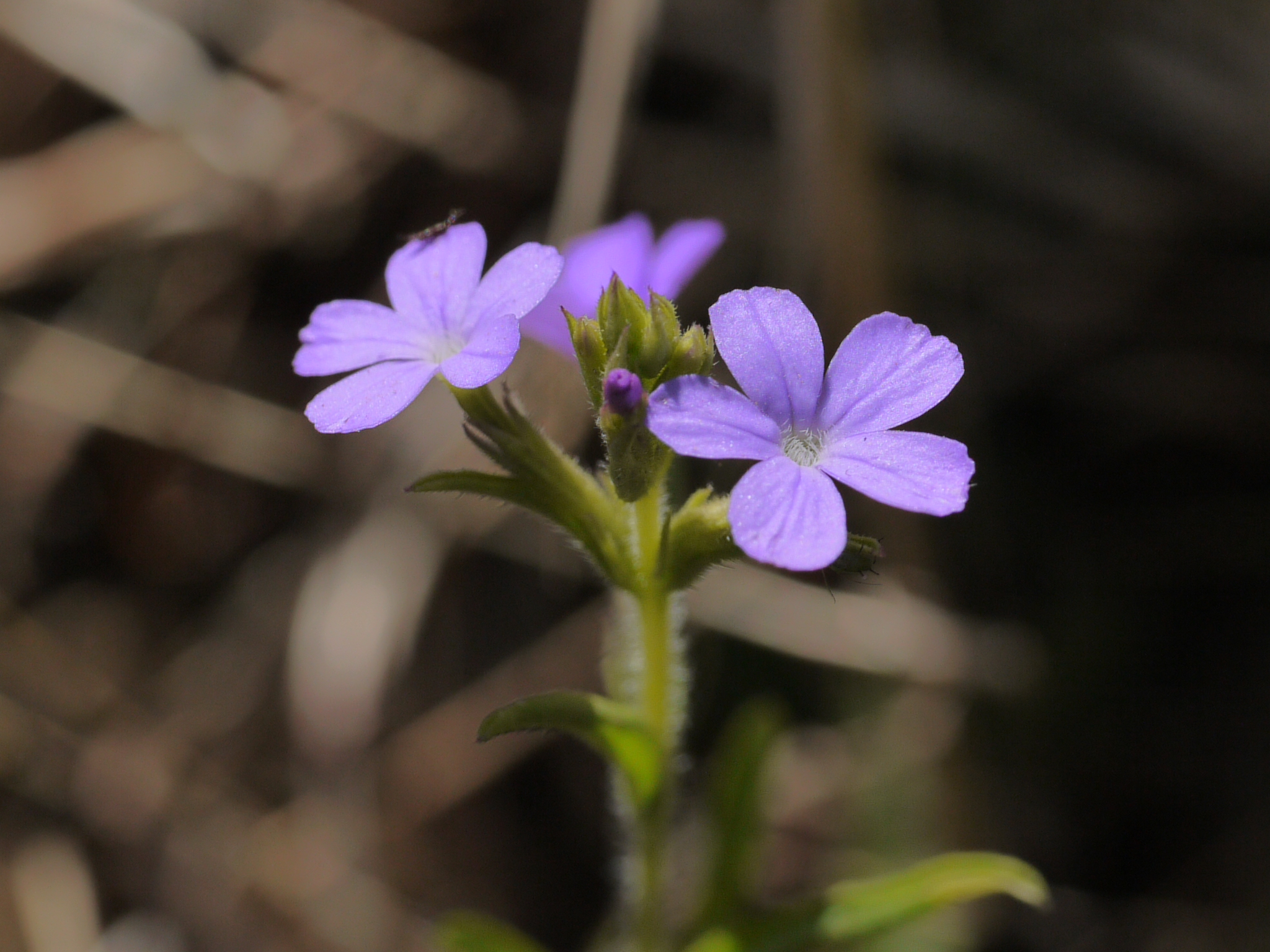
Buchnera hispida

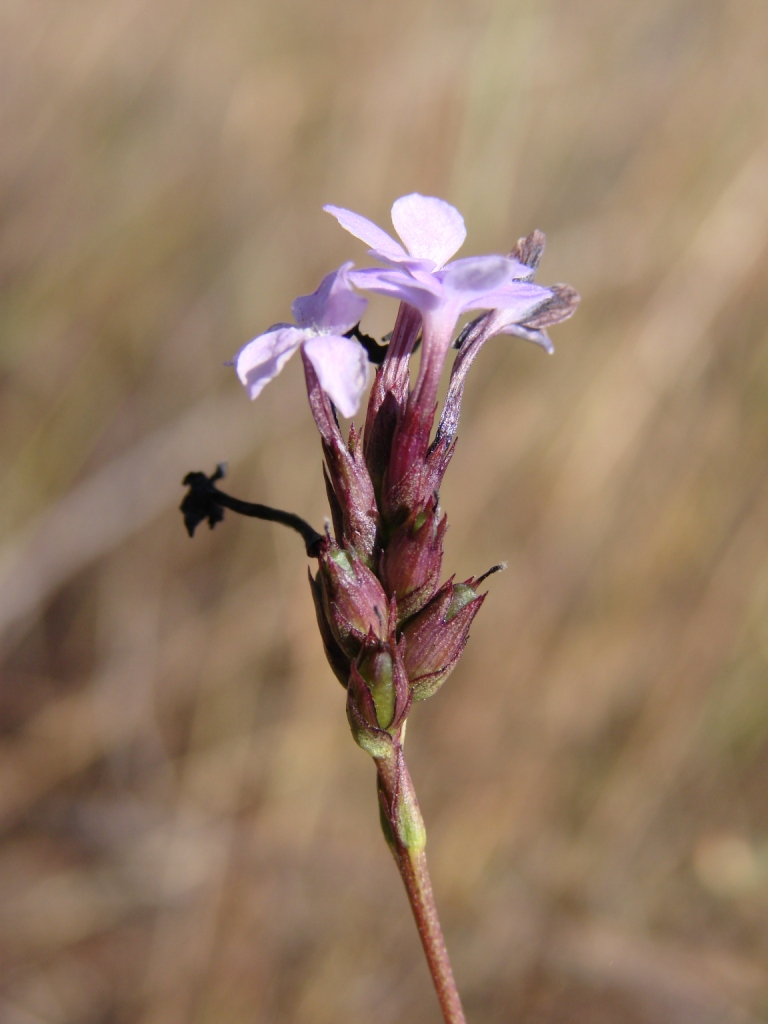
Buchnera juncea

Buchnera – rodzaj roślin z rodziny zarazowatych (Orobanchaceae). Należy do niego 139 gatunków. Zasięg rodzaju obejmuje wszystkie kontynenty w strefie międzyzwrotnikowej oraz wschodnią Azję i wschodnią Amerykę Północną (sięgając do południowo-wschodniej Kanady). Centrum zróżnicowania gatunkowego znajduje się w Afryce. Rośliny są półpasożytami. Niektóre gatunki wykorzystywane są jako rośliny lecznicze, np. B. leptostachya stosowana jest w Tanzanii do leczenia bólu uszu.
Niejasna jest geneza nazwy rodzajowej. Karol Linneusz w 1738 napisał, że nazwa upamiętnia „A.E. von Büchner”, w kolejnych publikacjach (1753, 1754) pomijając informacje o genezie nazwy. Niektóre źródła wskazują na niemieckiego botanika Johanna Gottfrieda Büchnera (1695–1749), mimo niezgodności inicjałów.
W XIX wieku proponowano dla rodzaju polską nazwę „owłasta”.

## Morfologia

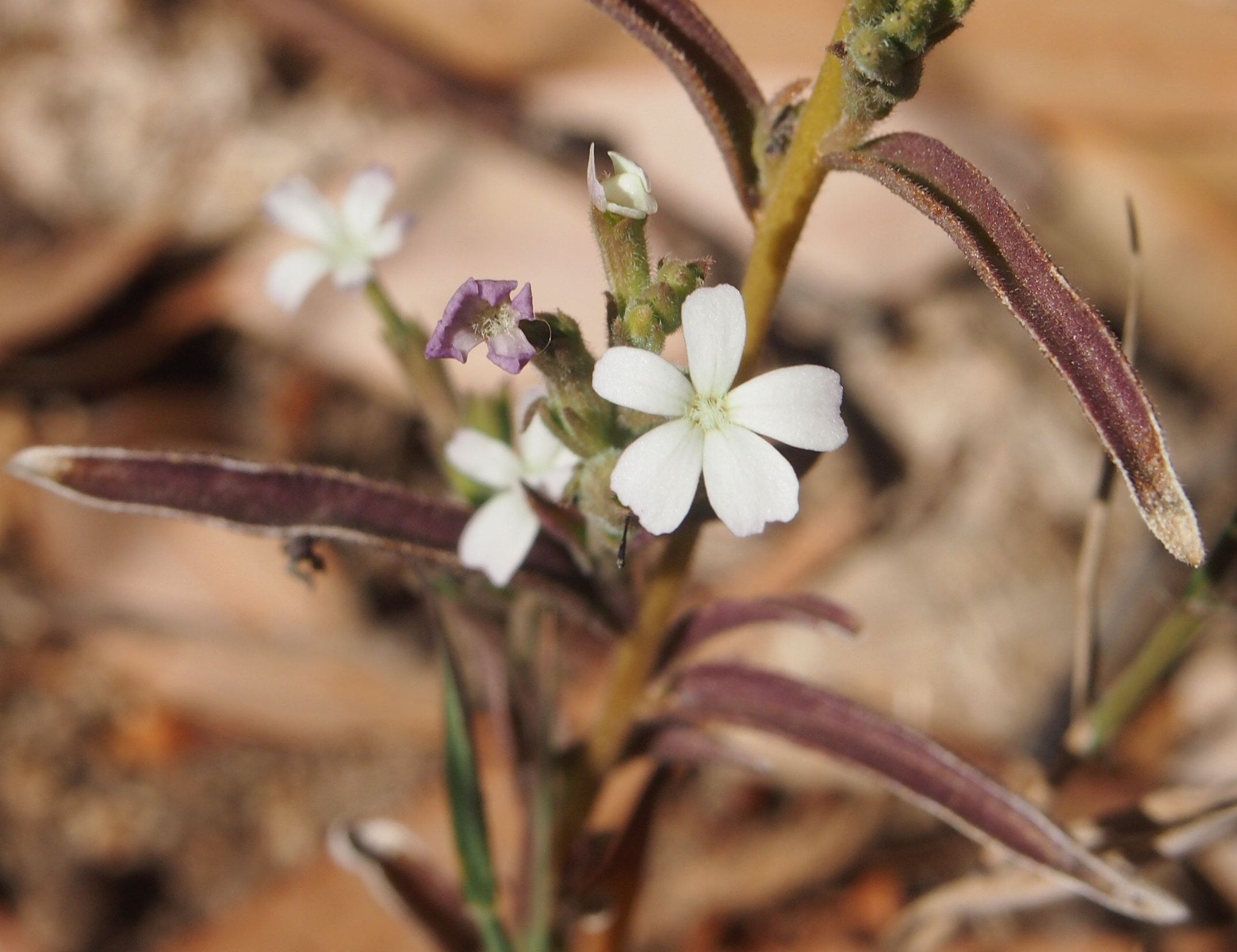
Buchnera linearis

PokrójRośliny zielne (zwykle byliny, rzadziej rośliny roczne), często z drewniejącą szyją korzeniową. Łodygi są prosto wzniesione, niemięsiste, nagie lub owłosione, często szorstkie.
LiścieNaprzeciwległe, czasem w górze pędu skrętoległe, siedzące do krótkoogonkowych, blaszki nitkowate, równowąskie, lancetowate, jajowate do zaokrąglonych, cienkie (niemięsiste i nieskórzaste), ząbkowane, karbowane lub całobrzegie.
KwiatyZebrane w szczytowy kwiatostan groniasty lub kłosowaty w zależności od obecności lub nie u różnych gatunków szypułek kwiatowych, które jeśli są to krótkie. Kielich rurkowaty, niemal symetryczny, 5-działkowy, zakończony zwykle wąskotrójkątnymi łatkami. Korona grzbiecista, dwuwargowa, powstaje ze zrośnięcia 5 płatków. Ma kolor purpurowy, niebieski, fioletowy, czerwonawy lub biały. Dolna warga ma trzy łatki, górna dwie, gardziel korony wewnątrz jest zwykle owłosiona. Pręciki są 4, dwusilne, ich nitki są owłosione. Nitki są krótkie i pręciki w efekcie schowane w rurce korony. W główkach pręcików rozwija się tylko jeden pylnik. Zalążnia dwukomorowa, jajowata. Szyjka słupka jest krótka i zakończona maczugowatym lub dwudzielnym znamieniem.
OwoceTorebki otwierające się komorowo. Zawierają liczne i drobne, ciemnobrązowe do czarnych nasiona.

## Systematyka
Pozycja systematyczna
Rodzaj z plemienia Buchnereae z rodziny zarazowatych (Orobanchaceae).
Wykaz gatunków
- Buchnera affinis De Wild.
- Buchnera albiflora Skan
- Buchnera americana L.
- Buchnera amethystina Cham. & Schltdl.
- Buchnera andongensis Hiern
- Buchnera androsacea Merxm.
- Buchnera angustissima Bonati
- Buchnera arenicola R.E.Fr.
- Buchnera asperata R.Br.
- Buchnera attenuata Skan
- Buchnera bampsiana Mielcarek
- Buchnera bangweolensis R.E.Fr.
- Buchnera baumii Engl. & Gilg
- Buchnera benthamiana Skan
- Buchnera bequaertii De Wild.
- Buchnera bowalensis A.Chev.
- Buchnera bragaana Engl.
- Buchnera buchneroides (S.Moore) Brenan
- Buchnera bukamensis De Wild.
- Buchnera cambodiana Bonati
- Buchnera candida S.Moore
- Buchnera carajasensis Scatigna & N.Mota
- Buchnera chimanimaniensis Philcox
- Buchnera chisumpae Philcox
- Buchnera ciliata Pennell
- Buchnera ciliolata Engl.
- Buchnera congoensis S.Moore
- Buchnera convallicola S.Moore
- Buchnera cruciata Buch.-Ham. ex D.Don
- Buchnera cryptocephala (Baker) Philcox
- Buchnera decandollei Govaerts
- Buchnera descampsii De Wild. & Ledoux
- Buchnera dilungensis Mielcarek
- Buchnera disticha Kunth
- Buchnera dundensis Cavaco
- Buchnera dura Benth.
- Buchnera ebracteolata Philcox
- Buchnera ensifolia Engl.
- Buchnera erinoides Jaroscz
- Buchnera exserta Fawc.
- Buchnera filicaulis O.Schwarz
- Buchnera flexuosa Philcox
- Buchnera floridana Gand.
- Buchnera foliosa Skan
- Buchnera garuensis Pilg.
- Buchnera geminiflora Philcox
- Buchnera gossweileri S.Moore
- Buchnera gracilis R.Br.
- Buchnera granitica S.Moore
- Buchnera henriquesii Engl.
- Buchnera hispida Buch.-Ham. ex D.Don
- Buchnera humilis Skan
- Buchnera humpatensis Hiern
- Buchnera inflata (De Wild.) Skan
- Buchnera jacoborum Fern.Alonso
- Buchnera juncea Cham. & Schltdl.
- Buchnera kassneri S.Moore
- Buchnera keilii Mildbr.
- Buchnera kingaensis Engl.
- Buchnera lastii Engl.
- Buchnera lavandulacea Cham. & Schltdl.
- Buchnera laxiflora Philcox
- Buchnera ledermannii Pilg.
- Buchnera leptostachya Benth.
- Buchnera libenii Mielcarek
- Buchnera linearis R.Br.
- Buchnera lippioides Vatke ex Engl.
- Buchnera lisowskiana Mielcarek
- Buchnera longespicata Schinz
- Buchnera longifolia Kunth
- Buchnera lundensis Cavaco
- Buchnera metallorum P.A.Duvign. & Van Bockstal
- Buchnera minutiflora Engl.
- Buchnera multicaulis Engl.
- Buchnera namuliensis Skan
- Buchnera nervosa Philcox
- Buchnera nigricans (Benth.) Skan
- Buchnera nitida Skan
- Buchnera nordestina Scatigna
- Buchnera nuttii Skan
- Buchnera nyassica Gilli
- Buchnera obliqua Benth.
- Buchnera orgyalis S.Moore
- Buchnera pallescens Engl.
- Buchnera palustris (Aubl.) Spreng.
- Buchnera paucidentata Engl. ex Skan
- Buchnera peduncularis Brenan
- Buchnera philcoxii Mielcarek
- Buchnera poggei Engl.
- Buchnera prorepens Engl. & Gilg
- Buchnera pulcherrima R.E.Fr.
- Buchnera pusilla Kunth
- Buchnera pusilliflora S.Moore
- Buchnera quadrifaria Baker
- Buchnera quangensis Engl.
- Buchnera ramosissima R.Br.
- Buchnera randii S.Moore
- Buchnera rariflora Pennell
- Buchnera reducta Hiern
- Buchnera reissiana Büttner ex Engl.
- Buchnera remotiflora Schinz
- Buchnera retrorsa Philcox
- Buchnera robynsii Mielcarek
- Buchnera rosea Kunth
- Buchnera rubriflora P.A.Duvign. & Van Bockstal
- Buchnera rungwensis Engl.
- Buchnera ruwenzoriensis Skan
- Buchnera saigonensis Bonati
- Buchnera scabridula E.A.Bruce
- Buchnera schliebenii Melch.
- Buchnera schultesii R.Bernal
- Buchnera simplex (Thunb.) Druce
- Buchnera speciosa Skan
- Buchnera splendens Engl.
- Buchnera spruceana Philcox
- Buchnera stachytarphetoides Mildbr. & Melch.
- Buchnera strictissima Engl. & Gilg
- Buchnera subcapitata Engl.
- Buchnera subglabra Philcox
- Buchnera symoensiana Mielcarek
- Buchnera tacianae V.C.Souza
- Buchnera tenella R.Br.
- Buchnera tenuifolia Philcox
- Buchnera tenuissima Philcox
- Buchnera ternifolia Kunth
- Buchnera tetragona R.Br.
- Buchnera tetrasticha Wall. ex Benth.
- Buchnera timorensis Fawc.
- Buchnera tomentosa Blume
- Buchnera trilobata Skan
- Buchnera urticifolia R.Br.
- Buchnera usuiensis Oliv.
- Buchnera vandenberghenii Mielcarek
- Buchnera verbenoides Klotzsch
- Buchnera verdickii Skan
- Buchnera virgata Kunth
- Buchnera weberbaueri Diels
- Buchnera welwitschii Engl.
- Buchnera wildii Philcox